# David Davies
Pour les articles homonymes, voir David Davies (homonymie) et Davies.
David Davies, né le 3 mars 1985 à Cardiff, est un nageur britannique.
Lors des Championnats du monde 2009 à Rome, il termine 8e du 400 m nage libre, 5e du 800 m nage libre et 6e du 1 500 m nage libre.

## Palmarès

### Jeux olympiques
- Jeux olympiques 2004 à Athènes (Grèce) :
  -  Médaille de bronze du 1 500 m nage libre.
- Jeux olympiques 2008 à Pékin (Chine) :
  -  Médaille d'argent du Marathon 10 km hommes.

### Championnats du monde

#### Grand bassin
- Championnats du monde 2005 à Montréal (Canada) :
  -  Médaille de bronze du 1 500 m nage libre.
- Championnats du monde 2007 à Melbourne (Australie) :
  -  Médaille de bronze du 1 500 m nage libre.

#### Petit bassin
- Championnats du monde 2008 petit bassin à Manchester (Royaume-Uni) :
  -  Médaille d'argent du 1 500 m nage libre.

#### Eau libre
- Championnats du monde 2008 à Séville (Espagne) :
  -  Médaille d'argent du 10 km.

### Championnats d'Europe

#### Grand bassin
- Championnats d'Europe 2008 à Eindhoven (Pays-Bas) :
  -  Médaille d'argent du 1 500 m nage libre.

#### Petit bassin
- Championnats d'Europe 2002 petit bassin à Riesa (Allemagne) :
  -  Médaille d'argent du 1 500 m nage libre.
- Championnats d'Europe 2004 petit bassin à Vienne (Autriche) :
  -  Médaille d'argent du 1 500 m nage libre.
- Championnats d'Europe 2005 petit bassin à Trieste (Italie) :
  -  Médaille d'argent du 1 500 m nage libre.

### Jeux du Commonwealth
- Jeux du Commonwealth de 2006
  -  Médaille d'or du 1 500 m nage libre.
  -  Médaille de bronze du 400 m nage libre.

## Records

### Records personnels
Ce tableau détaille les records personnels de David Davies au 16 août 2009.
| Épreuve            | Temps          | Compétition                          | Lieu                   | Date       |
| 400 m nage libre   | 3 min 45 s 24  | Championnats de Grande-Bretagne 2009 | Sheffield, Royaume-Uni | 16/03/2009 |
| 800 m nage libre   | 7 min 44 s 32  | Championnats du monde 2009           | Rome, Italie           | 29/07/2009 |
| 1 500 m nage libre | 14 min 45 s 95 | Jeux olympiques 2004                 | Athènes, Grèce         | 21/08/2004 |

| Épreuve            | Temps          | Compétition                             | Lieu               | Date       |
| 400 m nage libre   | 3 min 45 s 08  | Championnats d'Europe 2005 petit bassin | Trieste, Italie    | 08/12/2005 |
| 800 m nage libre   | 7 min 43 s 63  | Championnats d'Europe 2006 petit bassin | Helsinki, Finlande | 09/12/2006 |
| 1 500 m nage libre | 14 min 32 s 56 | Championnats d'Europe 2004 petit bassin | Vienne, Autriche   | 11/12/2004 |